# Baranoa

Localização do município de Baranoa no departamento de Atlántico.

Baranoa é um município da Colômbia, localizado no departamento de Atlântico. Limita ao norte com os municípios de Galapa e Tubará; ao sul, com o município de Sabanalarga; a leste com os de Polonuevo e Malambo e a oeste com os de Juan de Acosta e Usiacurí.

A sua localização geográfica levou historicamente a que lhe fosse atribuído o nome de "O Coração Alegre do Atlântico", uma vez que se encontra quase exactamente no centro do departamento. Além disso, está perto de importantes centros de desenvolvimento económico e industrial, como a área metropolitana de Barranquilla, uma das maiores aglomerações da região do Caribe e do país.